# Arthur Whiting
Arthur Whiting (* 20. Juni 1861 in Cambridge/Massachusetts; † 20. Juli 1936 in Beverly/Massachusetts) war ein US-amerikanischer Organist, Pianist und Komponist.
Whiting war in Boston Orgelschüler von William Hall Sherwood und George Whitefield Chadwick. Danach studierte er in München bei Joseph Rheinberger, Hans Bußmeyer und Ludwig Abel. Er lebte dann in Boston und ab 1895 in New York als Pianist, Dirigent und Komponist. Neben einer Konzertouvertüre und einer Suite für Streicher und vier Hörner komponierte er ein Klavierkonzert, eine Phantasie für Klavier und Orchester sowie zahlreiche kammermusikalische Werke. Bei der Aufführung alter Musik griff er auf alte Instrumente wie das Cembalo und das Clavichord zurück und kann als einer der Wegbereiter einer historischen Aufführungspraxis gelten.
1905 wurde er in die American Academy of Arts and Letters gewählt.